# Phương Đông (phường)
Phương Đông là một phường thuộc thành phố Uông Bí, tỉnh Quảng Ninh, Việt Nam.

## Địa lý
Phường Phương Đông nằm ở phía tây thành phố Uông Bí, có vị trí địa lý:
- Phía đông giáp các phường Thanh Sơn và Yên Thanh
- Phía tây giáp thị xã Đông Triều
- Phía nam giáp phường Phương Nam và thành phố Hải Phòng
- Phía bắc giáp xã Thượng Yên Công.

Phường Phương Đông có diện tích 23,98 km², dân số năm 2011 là 12.568 người, mật độ dân số đạt 524 người/km².

## Lịch sử
Sau năm 1954, địa bàn phường Phương Đông hiện nay là một phần xã Yên Thanh thuộc huyện Yên Hưng.
Ngày 8 tháng 10 năm 1957, Ủy ban Hành chính khu Hồng Quảng ra Quyết định số 2193-TCCB chia xã Yên Thanh thành hai xã Yên Thanh và Yên Trung.
- Xã Yên Trung có 4 thôn: Bí Thượng, Bí Trung, Tân Lập, Cửa Ngăn.
- Xã Yên Thanh có 5 thôn: Điền Công, Lạc Trung, Lạc Thanh, Đồng Lối, Bí Giàng và 2 xóm: Khe Cát, Dương Ca.[3]

Ngày 28 tháng 10 năm 1961, Hội đồng Chính phủ ban hành Nghị định số 181-CP. Theo đó, thành lập xã Phương Đông thuộc huyện Yên Hưng trên cơ sở sáp nhập xã Yên Trung và hai thôn Bí Giàng, Lạc Thanh thuộc xã Yên Thanh.
Ngày 26 tháng 9 năm 1966, xã Phương Đông được sáp nhập vào thị xã Uông Bí.
Ngày 25 tháng 8 năm 1999, Chính phủ ban hành Nghị định số 83/1999/NĐ-CP. Theo đó, thành lập phường Yên Thanh trên cơ sở 1.626 ha diện tích tự nhiên và 6.969 người của xã Phương Đông.
Sau khi điều chỉnh địa giới hành chính, xã Phương Đông còn lại 2.466,9 ha diện tích tự nhiên và 10.064 người.
Ngày 24 tháng 8 năm 2011, Chính phủ ban hành Nghị quyết số 89/NQ-CP. Theo đó, thành lập phường Phương Đông trên cơ sở toàn bộ 2.397,81 ha diện tích tự nhiên và 12.568 người của xã Phương Đông.